# Anthy
Anthy（アンシー）とは、LGPLでライセンスされた自由ソフトウェアの日本語入力システムである。名前の由来はアニメーション作品『少女革命ウテナ』の主人公の一人・姫宮アンシーから。

## 歴史
2000年5月19日に京都大学を中心に活動しているコンピュータサークルである京大マイコンクラブ内のProject Hekeにて開発が始まる。
その後、IPAの平成13年度未踏ソフトウェア創造事業として採択される。採択期間中の2001年7月に開発版がリリースされ、2001年11月にα版がリリースされた。
採択期間終了後も活発に開発が継続されていたが、2007年10月29日現在では、元開発者による開発は終了されている。その後、長い間メンテナンスされていなかったが、2010年5月より Debian が引き継いだ。なお、Anthy のソースコードについては、元開発者である田畑によって保守・管理が継続的に行われてきている。
2021年、Anthy Unicode という開発プロジェクトが有志によって立ち上がることとなった。これはAnthy プロジェクトを引き継ぐ目的で作られた派生プロジェクトである。Anthy が実質的に開発されていないため、Takao Fujiwara が田畑に連絡を取った結果、Anthy Unicode を管理することで合意した。

## 特徴
Anthy自体はかな漢字変換ソフトウェアであるため、文字入力にはuim、SCIM、iBus、Tamago、付属ユーティリティのanthy.elなどのインプットメソッドを用いる。また、CannaやWnnと違いクライアントサーバモデルを採用せず、他のソフトウェアとのプロセス間通信はパイプによって行われている。
変換アルゴリズムにはA Discriminative Language Model with Pseudo-Negative SamplesとMemory Based Reasoningとビタビアルゴリズムを採用。漢字変換には、省メモリと高速化を図った独自のバイナリ形式辞書を使用するが、テキスト形式のCanna用辞書を扱うこともできる。漢字変換辞書はcannadicを流用しており、cannadicはAnthyのアーカイブに同梱されている。
IA-32 200MHzのCPUを搭載したマシンで、一文0.1秒前後、ヒープ消費がピークで200KiB以内、起動時の初期化は一瞬で完了するという条件で動作することを想定しており、ソースコードはほぼPOSIXに準拠。そのため、ほとんどのUNIXライクなOSでの使用が可能である。ZETAやMicrosoft Windowsにも移植されている。
Anthy は基本的に、X11 および Emacs 上で動作する。ひらがなのテキストを仮名漢字混じりテキストに変換する。ライブラリとして実装されており、ユーザーのプライベート情報は ~/.anthy/ ディレクトリに保存される。これによって、Anthy はシンプルかつセキュアとなっている (ユーザーの情報は、偽装や覗き見から守られる)。

## リリース版について
Anthyのバージョニング規則は、例えばバージョン番号が9026の場合、Anthyの開発が始まってから90ヶ月と26日目であることを示している。9100のように、下2桁が00のバージョン番号がつけられたものは、それが安定版であることを示しており、ソフトウェア保守の際には9100aのように末尾にアルファベットがつけられる。

## オープンソースでの採用
Anthy はオープンソースの世界ではよく知られているインプットメソッド [IME] の一つである。Anthy は Debian Linux をはじめとする多くの Linuxディストリビューションに採用されてきた。同様なオープンソースプロジェクトには後発のMozcが存在するので、利用が競合する状況にあるといえる。
近年、Fedora Linux プロジェクトでは Fedora 34 からデフォルトで IBus-Anthy によるかな漢字変換を標準で採用することとなった。